# 1901 na Alemanha
Esta é uma cronologia dos fatos acontecimentos de ano 1901 na Alemanha.

## Eventos
- 1 de março: O trem monotrilho suspenso Wuppertaler Schwebebahn é inaugurado em Wuppertal.
- 17 de junho: A Conferência Ortográfica da Língua Alemã é realizada em Berlim.
- 11 de agosto: A primeira expedição alemã, liderada pelo professor Erich von Drygalski no navio Gauss, parte de Kiel.